# Franciszek Ksawery Spławski
Franciszek Ksawery Spławski – polski sędzia, prokurator.

## Życiorys
W okresie zaboru austriackiego w ramach autonomii galicyjskiej wstąpił do służby sądowniczej. Jako auskultant C. K. Wyższego Sądu Krajowego od około 1868 był przydzielony do służby w C. K. Sądzie Powiatowym w Złoczowie, następnie od około 1869 w C. K. Sądzie Powiatowym w Jarosławiu. Od około 1873 był adiunktem sądowym przy C. K. Sądzie Obwodowym w Tarnopolu. Od około 1875 był adiunktem sądowym przy C. K. Sądzie Krajowym we Lwowie. Następnie od około 1882 pracował jako zastępcą prokuratora C. K. Prokuratorii Państwa w Stanisławowie, od około 1884 jako zastępca prokuratora C. K. Prokuratorii Państwa we Lwowie. Od 1887 był prokuratorem C. K. Prokuratorii Państwa w Sanoku i naczelnikiem prokuratury przy C. K. Sądzie Obwodowym w Sanoku do około 1891/1892. Od około 1892 był radcą w C. K. Sądzie Obwodowym w Przemyślu, od 8 listopada 1895 sprawował stanowisko prezydenta tegoż, natomiast równolegle od około 1894 do około 1896 był asesorem w miejscowej C. K. Prokuratorii Państwa. Podczas piastowania urzędu w Przemyślu 17 czerwca 1898 został mianowany c. k. radcą dworu. Jesienią 1907 ustąpił ze stanowiska i wyjechał do Lwowa.
Na początku lat 90. był członkiem sanockiego gniazda Polskiego Towarzystwa Gimnastycznego „Sokół”. W 1907 w Przemyślu jako kandydat stronnictwa narodowego ogłosił swoją kandydaturę na posła XI kadencji austriackiej Rady Państwa.

## Odznaczenia
austro-węgierskie
- Krzyż Kawalerski Orderu Leopolda (1907)[16]
- Brązowy Medal Jubileuszowy Pamiątkowy dla Sił Zbrojnych i Żandarmerii (przed 1907)[11]
- Medal Jubileuszowy Pamiątkowy dla Cywilnych Funkcjonariuszów Państwowych (przed 1907)[11]